# Amyttella manuata
Amyttella manuata är en insektsart som beskrevs av Max Beier 1965. Amyttella manuata ingår i släktet Amyttella och familjen vårtbitare. Inga underarter finns listade i Catalogue of Life.